# 境古河インターチェンジ
境古河インターチェンジ（さかいこがインターチェンジ）は、茨城県猿島郡境町西泉田にある首都圏中央連絡自動車道（圏央道）のインターチェンジである。

## 歴史
- 2013年（平成25年）12月24日：当ICの名称が「境IC（仮称）」から「境古河IC」で正式決定[3]。
- 2015年（平成27年）3月29日：久喜白岡JCT - 境古河IC間開通に伴い、供用開始[2][1][4]。
- 2017年（平成29年）2月26日：境古河IC - つくば中央IC間開通[5]。
- 2023年（令和5年）3月31日：境古河IC -坂東IC間が4車線化[6]。

## 周辺
- ふれあいの里公園
- 境古河バスターミナル（成田空港行き）　※2017年11月1日より使用開始
- 境町高速バスターミナル（王子駅経由東京駅行き）　※2021年7月1日より使用開始
- 境警察署
- 境町役場
- 茨城県立境高等学校
- 境町立境第一中学校
- 境町立長田小学校
- 境町立境小学校

## 接続する道路
- 直接接続
  - C4首都圏中央連絡自動車道(73番)
  - 国道354号（境岩井バイパス）

## 隣
C4 首都圏中央連絡自動車道
(72)五霞IC - (73)境古河IC - (74)坂東IC